# Фриц, Иоганн Петер
Иоганн Петер Фриц (нем. Johann Peter Fritz) – один из самых выдающихся фортепианных мастеров Вены. Его инструменты ценились за высокое качество и мелодичность.

## Биография
Известно, что Джузеппе Верди был хорошего мнения о роялях Фрица и использовал венский шестипедальный рояль этого мастера в период от создания «Риголетто» в 1851 году до «Аиды» в 1871 году. Сейчас этот инструмент можно увидеть на вилле Верди в провинции Пьяченца в Италии. Некоторые рояли Фрица представлены в таких музеях, как Музей музыкальных инструментов в Милане, Музей изящных искусств в Бостоне, в благотворительном центре для музыкального образования Финчкокс в Тунбрилд Веллс в Кенте. Одна из современных копий рояля Иоганна Фрица, изготовленная Полом Макналти, находится в Университете Регенсбурга в Германии. После смерти Иоганна Фрица в 1834 г. ведение фирмы принял его сын Йозеф. Вероятно, он перевез мастерскую в Грац в 1830-х годах.

#### Записи, сделанные на инструментах от Фрица
- Аннеке Скотт, Стивен Дивайн. Людвиг ван Бетховен. Beyond Beethoven: Works for natural horn and fortepiano.